# Daxam
Daxam è un pianeta immaginario dell'universo fumettistico DC, patria dell'eroe Trey Sartorius (chiamato anche Mon-El, Valor o M'Onel) e della Lanterna Verde Sodam Yat.
È abitato dai Daxamiti, discendenti di colonizzatori kryptoniani, che possiedono poteri e abilità simili a quelle di Superman quando si trovano sotto un sole giallo (ad esempio sulla Terra): superforza, superresistenza, supervelocità, volo, sensi affinati, visione a raggi-X e vista calorifica. Quando si trovano sul loro pianeta però si trovano sotto un sole rosso (Valor) quindi lì non possiedono superpoteri. Per loro il piombo è fatale come la kryptonite per i kryptoniani. Razza xenofoba, tendono a stare nel loro mondo, ma alcuni hanno viaggiato nella galassia.
Nel corso del crossover Invasione! fecero parte dell'Alleanza aliena che voleva conquistare la Terra, ma poi si rivoltarono contro l'Alleanza stessa e furono decisivi per la vittoria terrestre. Successivamente Lar Gand si unì anche alla L.E.G.I.O.N. (ed ebbe anche una serie regolare). Sodam Yat fu la Lanterna Verde che trasformò il sole rosso di Daxam in un sole giallo, nonché il nuovo ospite dell'entità della volontà nota come Ion.

## Altri media
Nella serie televisiva Supergirl Daxam è il pianeta gemello di Krypton che è stato devastato dalla pioggia di detriti causati dalla sua distruzione, ma ci sono migliaia di Daxamiti ancora vivi.